# Музыченко, Юрий Михайлович
Юрий Михайлович Музыченко (бел. Юрый Міхайлавіч Музычэнка; род. 31 января 2000, Добруш, Гомельская область) — белорусский футболист, полузащитник гомельского «Локомотива».

## Клубная карьера
Воспитанник клуба «Гомель». Летом 2017 года начал играть за дубль, где быстро зарекомендовал себя в команде. В феврале 2019 года был отдан в аренду речицкому «Спутнику» из Первой лиги, где также стал одним из основных игроков, забив по ходу сезона 3 гола и оформив 10 результативных передач. В январе 2020 года на правах свободного агента перешел в «Смолевичи», которые вышли в Высшую лигу, но в марте покинули команду и вернулись в «Гомель». Сначала он преимущественно выходил на замену, а позже стал появляться в стартовом составе, в результате чего помог команде вернуться в Высшую лигу. В начале 2021 года тренировался с основной командой «Гомеля», но сезон начал в дубле.
В июле 2021 года покинул «Гомель» и вскоре перешел в «Витебск». Дебютировал в Высшей лиге 24 июля 2021 года, выйдя на замену во второй половине матча с минским «Динамо» (1:3). В дальнейшем в основном играл за дубль, изредка выходя на замену в основном составе. В январе 2022 года стало известно, что форвард покидает витебский клуб.
В феврале 2022 года тренировался с мозырьской «Славией», а в марте стал игроком гомельского «Локомотива».

## Карьера за сборную
В октябре 2016 года и марте 2017 года выступал за молодёжную сборную Беларуси (до 17 лет) в отборочных раундах чемпионата Европы.

## Статистика
| Сезон    | Дивизион | Клуб    | Страна   | Матчи | Голы |
| -------- | -------- | ------- | -------- | ----- | ---- |
| 2017     | дубль    | Гомель  | Беларусь | 15    | 1    |
| 2018     | дубль    | Гомель  | Беларусь | 19    | 6    |
| 2019     | Д2       | Спутник | Беларусь | 28    | 3    |
| 2020     | Д2       | Гомель  | Беларусь | 18    | 0    |
| 2021 (1) | дубль    | Гомель  | Беларусь | 9     | 1    |
| 2021     | Д1       | Витебск | Беларусь | 3     | 0    |